# Rudolf Brosch

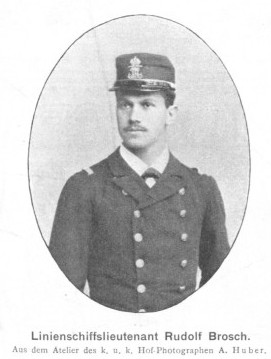
Rudolf Brosch (1900)

Rudolf Brosch (* um 1866; † 6. Oktober 1952 in Krumpendorf am Wörthersee) war ein österreichischer Fechter.
Bosch trat bei den Olympischen Sommerspielen 1900 im Florettfechten an. Als einziger Fechter, der nicht aus Frankreich kam, erreichte er das Finale, wo er den achten Rang belegte. Brosch war Linienschiffsleutnant bei der K. (u.) k. Kriegsmarine und langjähriger Lehrer am k.u.k. Militär Fecht- und Turnlehrerinstitut in Wiener Neustadt. Er betätigte sich auch als Übersetzer der Fechtbücher Luigi Barbasettis und verfasste selbst Bücher über das Fechten.

## Werke
- Das Stossfechten italienischer Schule. Verlag von L. W. Seidel & Sohn, Wien 1901.
- Das Florett-Fechten italienischer Schule. Brünnler, Komotau 1930.